# Poospiza boliviana
Poospiza boliviana е вид птица от семейство Тангарови (Thraupidae).

## Разпространение
Видът е разпространен в Аржентина и Боливия.